# Кануков, Инал Дударович
Ина́л Дуда́рович Ка́нуков (осет. Хъаныхъуаты Дудары фырт Инал; селение Кануковых (ныне часть селения Гизель) 1850 или 1851 год — 1899) — осетинский писатель, просветитель, этнограф, стоявший у истоков передовой общественной мысли Северной Осетии. Автор многих известных произведений, среди которых очерки «В осетинском ауле», «Горцы-переселенцы», «Кровный стол»; рассказы «Две смерти», «Воровство — месть», публицистические статьи.

## Биография
Родился в селении Кануковых (ныне часть селения Гизель) в семье состоятельного тагаурского алдара Дудара Канукова, представителя осетинской знати. В возрасте 9 лет стал вместе с семьёй и другими горцами — мухаджиром, отправившись в далекий путь в Турцию. Однако скоро вернулся с семьёй в Осетию и поселился в селении Брут.
Сам о себе писатель говорил:
Я родом осетинец, мусульманин. Фамилия наша, Кануковы, считалась и считается до сих пор одной из привилегированных и родовитых фамилий между осетинскими племенами.
В конце апреля 1870 года Инал оставил гимназию и уехал домой, в аул Брут, куда переселились его родные. В результате того, что он перестал посещать гимназию, его исключили «за полную неуспеваемость».
Получив в августе 1872 года аттестат зрелости, Кануков уехал в Москву и поступил в военное училище. В 3-е Александровское военное училище Инал Кануков был зачислен 15 сентября 1872 г.
Писатель живёт с весны 1875 по апрель 1877 в станице Лысогорской близ Пятигорска, где стояла 5 батарея 38 артиллерийской бригады.
Дослужившись до чина штабс-капитана, Кануков вышел в отставку и переехал из Никольского во Владивосток.
Многие годы Инал провёл в Сибири и на Дальном Востоке. Многолетние скитания, тяжёлая жизнь вдали от родины, всяческие лишения подорвали его силы и здоровье, и он скончался от туберкулёза весной 1899 года в селении Брут, где и был похоронен.

## Семья
- отец — Дудар Тарашевич Кануков (р. 1824 – ум. до 1863)
- мать — Казикыз Джанхотовна Дударова
- братья — Кази-Бекир (р. 1856), Асланбек (р. 1864)

У Дудара Канукова было три сына и две дочери, Инал был старшим ребёнком в семье.

## Произведения
Очерки
- В осетинском ауле — 1870
- Горцы-переселенцы (Заметки горца) — 1875[5]
- От Владивостока до Никольского по железной дороге (путевые заметки) — 1894

Повести
- Из осетинской жизни

Путевые заметки
- От Александрополя до Эрзерума — 1878

Рассказы
- Воровство-месть — 1876 сентябрь
- Две смерти — 1878

Статьи
- Кровный стол — 1876 май
- Характерные обычаи осетин, кабардинцев и чеченцев — 1876 декабрь
- Шалопуты в Кавказской епархии — 1877 февраль-апрель
- Положение женщины у северных осетин — 1877
- К вопросу об уничтожении вредных обычаев среди кавказских горцев — 1878
- К вопросу об иммиграции китайцев в Приамурский край — 1889